# Anelaphinis dominula
Anelaphinis dominula är en skalbaggsart som beskrevs av Edgar von Harold 1879. Anelaphinis dominula ingår i släktet Anelaphinis och familjen Cetoniidae. Inga underarter finns listade i Catalogue of Life.